# 대한민국 제18대 국회 후반기 의장단 선거
제18대 국회 후반기 의장단 선거는 2010년 6월 8일 실시되었다.
선거 결과 6선의 박희태 한나라당 의원이 국회의장에, 4선의 정의화 한나라당 의원과 3선의 홍재형 민주당 의원이 국회부의장에 선출되었다.
그러나 박희태 국회의장은 2012년 초 불거진 돈봉투 살포 사건에 연루되어 2012년 2월 13일 국회의장직 사퇴서를 국회에 제출하였으며, 2월 27일 국회 본회의에서 사임안이 가결되며 대한민국 역사상 5번째로 임기를 채우지 못하고 사퇴한 국회의장이 되었다. 국회법에 따르면 국회의장이나 국회부의장의 자리가 궐위될 시 즉각 보궐선거를 실시해야 했으나, 박희태 의장의 잔여 임기가 3개월도 채 남지 않은 시점이었으므로 여야는 국회의장을 새로 뽑지 않기로 합의하였다. 남은 기간 동안 국회의장직은 정의화 국회부의장이 대행하였다.

## 선거 제도
국회의 의장 및 부의장은 국회의원들의 무기명 투표로 선출하되 만약 1차 투표 결과 재적 의원의 과반을 득표한 자가 없으면 2차 투표를 실시하고, 2차 투표에서도 과반 득표자가 나오지 않을 시 최고득표자와 차점자에 대하여 3차 결선 투표를 실시하되 이 경우 단순 다수 득표자를 당선자로 하도록 되어있었다.

## 후보

### 국회의장 후보

#### 한나라당
한나라당은 2010년 6월 7일 의원총회를 열고 국회의장 후보 경선 투표를 진행할 계획이었으나, 후보로 출마한 박희태 의원과 이윤성 의원 두 사람 중 이윤성 의원이 투표 당일 사퇴를 선언하여 박희태 의원이 무투표 당선되었다.
경선에 출마한 박희태 의원과 이윤성 의원은 둘 다 친이계였는데, 그 중에서도 당 대표를 지낸 박희태 의원은 친박계와도 상당히 가까워 당선이 유력했다. 친박계의 홍사덕 의원은 친이계가 당을 장악한 상태에서 승산이 없다는 계산 탓인지 출마를 포기하였다.

### 국회부의장 후보

#### 한나라당
한나라당은 2010년 6월 7일 의원총회를 열고 4선의 정의화 의원을 국회부의장 후보로 선출하였다.
온건 친이계인 정의화 의원은 156표 중 97표를 얻어 친박계의 박종근·이해봉 의원을 큰 격차로 물리치고 당선되었다. 이로써 한나라당의 국회의장 후보와 국회부의장 후보는 모두 친이계 온건 성향 의원에게 돌아가게 되었다.

#### 민주당
민주당은 역시 2010년 6월 7일 의원총회를 열고 홍재형 의원을 국회부의장 후보로 선출하였다.
경선에는 대통합민주신당 출신의 홍재형, 이미경 의원과 민주당 출신의 박상천 의원 등 3명이 출마하였으나, 사실상 홍재형 의원과 박상천 의원의 양강 구도로 진행되었다.
경선에서 승리하려면 소속 의원 84명의 과반수인 43표를 득표해야 했는데, 82명이 참여한 제1차 투표 결과 43표를 득표한 후보자가 없어 1위 득표자인 홍재형 의원과 박상천 의원을 두고 결선 투표가 실시되었다.
78명이 참여한 결선 투표 결과 두 후보가 각각 39표 씩으로 동점을 기록하여, 동점이 나올 경우 연장자를 당선자로 한다는 당규에 따라 홍재형 의원이 국회부의장 후보로 확정되었다.
| 후보      | 1차 투표 | 1차 투표 | 결선 투표 | 결선 투표 | 비고 |
| 후보      | 득표     | %        | 득표      | %         | 비고 |
| --------- | -------- | -------- | --------- | --------- | ---- |
| 홍재형    | 32       | 38.1     | 39        | 46.4      | 당선 |
| 박상천    | 30       | 35.7     | 39        | 46.4      |      |
| 이미경    | 20       | 23.8     | -         | -         |      |
| 무효/기권 | 2        | 2.4      | 6         | 7.1       |      |
| 선거인 수 | 84       | 100      | 84        | 100       |      |

## 선거 결과

### 국회의장 선거
경상남도 양산시 지역구의 박희태 한나라당 의원이 당선되었다.
| 후보   | 소속       | 득표 | %    | 비고 |
| ------ | ---------- | ---- | ---- | ---- |
| 박희태 | 한나라당   | 236  | 81.1 | 당선 |
| 강기갑 | 민주노동당 | 1    | 0.3  |      |
| 강창일 | 민주당     | 1    | 0.3  |      |
| 박상천 | 민주당     | 1    | 0.3  |      |
| 이윤성 | 한나라당   | 1    | 0.3  |      |
| 천정배 | 민주당     | 1    | 0.3  |      |
| 기권   | 기권       | 2    | 0.7  |      |
| 무효   | 무효       | 6    | 2.1  |      |
| 결석   | 결석       | 42   | 14   |      |
| 재적   | 재적       | 291  | 100  |      |

### 한나라당 몫 국회부의장 선거
부산광역시 중구·동구 지역구의 정의화 한나라당 의원이 당선되었다.
| 후보   | 소속     | 득표 | %    | 비고 |
| ------ | -------- | ---- | ---- | ---- |
| 정의화 | 한나라당 | 231  | 79.4 | 당선 |
| 홍재형 | 민주당   | 4    | 1.4  |      |
| 박근혜 | 한나라당 | 1    | 0.3  |      |
| 무효   | 무효     | 2    | 0.7  |      |
| 결석   | 결석     | 53   | 18.2 |      |
| 재적   | 재적     | 291  | 100  |      |

### 민주당 몫 국회부의장 선거
충청북도 청주시 상당구 지역구의 홍재형 민주당 의원이 당선되었다.
| 후보   | 소속   | 득표 | %    | 비고 |
| ------ | ------ | ---- | ---- | ---- |
| 홍재형 | 민주당 | 213  | 73.2 | 당선 |
| 박상천 | 민주당 | 3    | 1.0  |      |
| 김충조 | 민주당 | 1    | 0.3  |      |
| 문희상 | 민주당 | 1    | 0.3  |      |
| 천정배 | 민주당 | 1    | 0.3  |      |
| 기권   | 기권   | 1    | 0.3  |      |
| 무효   | 무효   | 1    | 0.3  |      |
| 결석   | 결석   | 70   | 24.1 |      |
| 재적   | 재적   | 291  | 100  |      |